# Goerodes complicatus
Goerodes complicatus är en nattsländeart som först beskrevs av Kobayashi 1968.  Goerodes complicatus ingår i släktet Goerodes och familjen kantrörsnattsländor. Inga underarter finns listade i Catalogue of Life.